# リサ・ミシペカ
リサ・ミシペカ（Lisa Misipeka、1975年1月3日-）は、アメリカ領サモアの女子陸上競技選手。専門は砲丸投げ、円盤投げ、ハンマー投げ。
1996年のアトランタオリンピックの砲丸投げに出場したが予選敗退した。1999年にはハガニアで開催されたサウスパシフィックゲームズで投てきの3種目で金メダルを獲得し、同年に開催された世界陸上競技選手権大会でも国際的な大会におけるアメリカ領サモア初のメダルとなる銅メダルを獲得している。2000年のシドニーオリンピックと2004年のアテネオリンピックのハンマー投げ競技に出場しており、開会式で選手団の旗手を務めているがいずれも予選突破できなかった。